# غراهام تايلور (لاعب كرة قاعدة)
غراهام تايلور (بالإنجليزية: Graham Taylor)‏ هو لاعب كرة قاعدة أمريكي، ولد في 25 مايو 1984 في كوفينغتون في الولايات المتحدة.

## وصلات خارجية
- غراهام تايلور على موقع دوري كرة القاعدة الرئيسي (الإنجليزية)
- غراهام تايلور على موقعبيزبول رفرنس.كوم (الدوري الرئيسي) (الإنجليزية)
- غراهام تايلور على موقعبيزبول رفرنس.كوم (الدوري الثانوي) (الإنجليزية)
- غراهام تايلور على موقع مشجعي الرسوم البيانية (الإنجليزية)